# آمباتوفیساکا II
آمباتوفیساکا II (انگلیسی: Ambatofisaka II) یک منطقهٔ مسکونی در ماداگاسکار است که در مارولامبو واقع شده‌است.